# Maria Barreira
Maria Gonçalves Barreira (Lisboa, 7 de Dezembro de 1914 — Lisboa, 23 de Dezembro de 2010) foi uma escultora e professora portuguesa. 

## Biografia / Obra

Proteção

Em 1937 ingressou em pintura na Escola de Belas-Artes de Lisboa (EBAL), mas ainda no primeiro ano transitou para o curso de escultura, que viria a concluir nessa mesma escola. Em 1948 casou-se com o escultor Vasco da Conceição.
Em 1951 diplomou-se em Ciências Pedagógicas na Faculdade de Letras de Lisboa. Foi professora provisória na Escola Marquês de Pombal. Quando se candidatou ao estágio para professora efectiva, o pedido foi indeferido por razões de ordem política (Maria Barreira pertencia ao Movimento de Unidade Democrática e à Associação Feminina Portuguesa para a Paz); seria, pelo mesmo motivo, afastada do ensino oficial, sendo readmitida apenas em 1967. Foi professora de desenho e educação visual do ensino preparatório e secundário.
A sua obra emergiu no quadro de afirmação da corrente neorrealista nacional, tendo participado em todas as Exposições Gerais de Artes Plásticas, (SNBA, 1946-1956). Dedicou-se ao desenho e ilustração, escultura, cerâmica ou medalhística, centrando-se predominantemente em temáticas femininas, opção que reflete a sua convicta defesa dos direitos da mulher. Nas obras escultóricas aproximou-se das soluções formais de Henry Moore.

## Reconhecimento
Entre outras distinções, venceu o 2º Prémio Soares dos Reis (1958). Legou, em conjunto com Vasco da Conceição, o seu espólio artístico ao concelho do Bombarral. Em homenagem a ambos, o museu que hoje acolhe essas obras denomina-se Museu Municipal de Bombarral - Vasco P. da Conceição/Maria Barreira.